# Les Passagers (série VR)
 (juillet 2024).
L'article doit être relu — et modifié si nécessaire — par des contributeurs indépendants pour apporter un regard critique aux contributions effectuées en violation des conditions d'utilisation de Wikipédia, tant sur la forme (notamment concernant le style encyclopédique, la proportionnalité) que sur le fond (la neutralité de point de vue, la qualité et l'indépendance des sources).
 (juillet 2024).
 (juillet 2024).
La mise en forme du texte ne suit pas les recommandations de Wikipédia : il faut le « wikifier ».
Les points d'amélioration suivants sont les cas les plus fréquents :
- Les titres sont pré-formatés par le logiciel. Ils ne sont ni en capitales, ni en gras.
- Le texte ne doit pas être écrit en capitales (les noms de famille non plus), ni en gras, ni en italique, ni en « petit »…
- Le gras n'est utilisé que pour surligner le titre de l'article dans l'introduction, une seule fois.
- L'italique est rarement utilisé : mots en langue étrangère, titres d'œuvres, noms de bateaux, etc.
- Les citations ne sont pas en italique mais en corps de texte normal. Elles sont entourées par des guillemets français : « et ».
- Les listes à puces sont à éviter, des paragraphes rédigés étant largement préférés. Les tableaux sont à réserver à la présentation de données structurées (résultats, etc.).
- Les appels de note de bas de page (petits chiffres en exposant, introduits par l'outil «  Source ») sont à placer entre la fin de phrase et le point final[comme ça].
- Les liens internes (vers d'autres articles de Wikipédia) sont à choisir avec parcimonie. Créez des liens vers des articles approfondissant le sujet. Les termes génériques sans rapport avec le sujet sont à éviter, ainsi que les répétitions de liens vers un même terme.
- Les liens externes sont à placer uniquement dans une section « Liens externes », à la fin de l'article. Ces liens sont à choisir avec parcimonie suivant les règles définies. Si un lien sert de source à l'article, son insertion dans le texte est à faire par les notes de bas de page.
- La présentation des références doit suivre les conventions bibliographiques. Il est recommandé d'utiliser les modèles {{Ouvrage}}, {{Chapitre}}, {{Article}}, {{Lien web}} et/ou {{Bibliographie}}. Le mode d'édition visuel peut mettre en forme automatiquement les références.
- Insérer une infobox (cadre d'informations à droite) n'est pas obligatoire pour parachever la mise en page.

Pour une aide détaillée, merci de consulter Aide:Wikification.
Si vous pensez que ces points ont été résolus, vous pouvez retirer ce bandeau et améliorer la mise en forme d'un autre article.
Pour les articles homonymes, voir Les Passagers.
Les Passagers est une série interactive canadienne et française de réalité virtuelle multi-utilisateurs dans laquelle les participants se retrouvent dans les pensées de quatre étrangers au cours d'un voyage en train. Les utilisateurs peuvent changer le cours de l'histoire avec leur regard, leur voix et leurs gestes. Cette série en réalité virtuelle interactive est écrite par Nicolas Peufaillit avec la collaboration de Robert Hospyan et Coralie Majouga, réalisée par Ziad Touma, et produite par Couzin Films et Les Produits Frais,.
En 2022, la série a remporté le prix de la meilleure expérience immersive en fiction aux Prix Écrans canadiens.
Les différents chapitres de l'expérience ont été présentés en première à plusieurs festivals prestigieux tels que: ELLE & LUI à South by Southwest, L'ENFANT au Festival du film de Tribeca, et LA DAME au Festival international du film de Genève.

## Synopsis
Plongez dans la tête de l’un des passagers qui voyagent ensemble dans un carré de train et aidez-les à traverser une véritable tempête intérieure. Embarquez seul ou à quatre dans cette expérience VR interactive où votre regard, votre voix et vos gestes influencent le cours de l'histoire.
En suivant les pensées intimes, en se remémorant les souvenirs et en vivant l’émotion du personnage incarné, le spectateur peut influencer - d’un simple regard, d’une prise de parole ou d’un geste de la main - le cours de l’histoire et son dénouement. ELLE questionne son désir de maternité et doit répondre à son copain tandis que LUI doit surmonter sa timidité en parlant à voix haute. L'ENFANT réapprend à dessiner à la suite de la culpabilité qu'il ressent face à la séparation de ses parents, alors que la DAME doit essuyer la vitre du train pour raviver les souvenirs de sa mémoire défaillante.

## Nominations et prix
- Prix Écrans canadiens - Meilleure expérience immersive en fiction - 2022 [3]
- HUB Montreal - Prix de l'innovation
- International VR Awards - Nomination en 2021
- Stereopsia Europe - Nomination "Crystal Owl" - 2022
- Prix Gémeaux - Finaliste Meilleure expérience interactive - 2022
- Prix Numix - Finaliste en 2021

## Festivals
Les Passagers a été sélectionné et présenté dans de nombreux festivals prestigieux dans le monde entier, notamment : 
- NewImages Festival (Paris) - Compétition XR 2020[8]
- Festival du nouveau cinéma (Montreal) - FNC Explore - Compétition officielle 2020[9]
- South by Southwest - Compétition Cinéma Virtuel - Sélection Officielle 2021[10],[11],[12]
- Festival du film de Tribeca - Sélection Officielle 2021[5],[13],[14],[15],[16]
- Festival of International Virtual & Augmented Reality Stories (FIVARS) - Sélection Officielle 2021
- Festival international du film de Vancouver - Sélection Officielle, compétition immersive 2021[17]
- Festival international du film de Genève - Compétition immersive - 2021
- Cannes XR - Sélection officielle 2022[18]
- Festival international du film de Rotterdam - Sélection officielle 2022

## Crédits
- Production : Ziad Touma (Couzin Films, Quebec/Canada) & Oriane Hurard (Les Produits Frais, France)
- Réalisation : Ziad Touma
- Scénario : Nicolas Peufaillit avec la collaboration de Robert Hospyan & Coralie Majouga
- Idée originale de Yako (Jean-Christophe Yacono) & Camille Duvelleroy
- Avec Maxim Roy (Elle), Sébastien Chassagne (Lui), Evelyne Istria (La Dame), Ethann Bergua-Isidore (L'Enfant)
- Produit avec la collaboration de Dpt., Post-Moderne et Mocaplab et la participation de Novelab, Satore Tech, Rümker and Accordex
- Produit grâce à la participation financière du FMC (Fonds des médias du Canada), du CNC, de la Sodec and Région Occitanie
- Développé dans le cadre du Sundance New Frontier Story Lab[19], du Banff Emergence Lab et de l'Atelier Grand Nord XR de la SODEC